# Nicolas Vogondy
Nicolas Vogondy (født 8. august 1977 i Blois) er en fransk tligere professionel cykelrytter som cyklede for det franske hold Agritubel.

## Tour de France
- 2003 – nr. 117 sammenlagt
- 2002 – nr. 19 sammenlagt

nr. 7 på 11. etape
- 2001 – nr. 89 sammenlagt